# Université Rangsit
L'université Rangsit (en thaï : มหาวิทยาลัยรังสิต ; en anglais : Rangsit University ou RSU) est une université privée thaïlandaise située à Pathum Thani, au nord de Bangkok.

## Source
- (en) Cet article est partiellement ou en totalité issu de l’article de Wikipédia en anglais intitulé « Rangsit University » (voir la liste des auteurs).